# Schlacht am Didgori
Koordinaten: 41° 45′ 38″ N, 44° 30′ 25″ O
Die Schlacht am Didgori (georgisch დიდგორის ბრძოლა) fand am 12. August 1121 am Berg Didgori, 40 km westlich von Tiflis, statt. Dabei besiegte ein zahlenmäßig deutlich unterlegenes georgisches Heer unter Führung König Dawits IV. eine seldschukische Übermacht. Der Ausgang der Schlacht ermöglichte die Rückeroberung von Tiflis und weiter Teile des Kaukasus, die unter islamischer Vorherrschaft standen. Der Sieg, welcher von Zeitgenossen als übernatürliches Wunder gepriesen wurde, begründete die mittelalterliche Blütezeit Georgiens und nimmt heute noch einen wichtigen Platz in der georgischen Identität ein.
König Dawit IV. der Erbauer wurde in Folge bereits zu Lebzeiten als Schwert des Messias bezeichnet und wird von der Georgisch Orthodoxen Kirche als Heiliger verehrt.
Als Erinnerung an die Schlacht wurde in den frühen 1990er Jahren am Berg Didgori ein Monument errichtet, bei welchem jährlich Gedenkfeiern stattfinden.

## Vorgeschichte
Ursprünglich dem Seldschukenreich zu Tribut verpflichtet, nutzte der georgische König Dawit IV. ab den 1090er Jahren die durch den Ersten Kreuzzug hervorgerufene kurze Zeit der Schwäche der Seldschukenherrscher für territoriale Expansion. Sein Hauptziel, die Rückeroberung der alten georgischen Stadt Tiflis, welche zu diesem Zeitpunkt bereits über 400 Jahre lang unter islamischer Herrschaft stand, blieb ihm aber zunächst verschlossen. Als Antwort auf die georgischen Ambitionen rief der Sultan der Seldschuken, Mahmud II., zum heiligen Krieg auf. 1121 sammelte sich ein gewaltiges islamisches Heer unter Führung von Ilghazi, dem Emir von Mardin und Aleppo, um in Georgien einzufallen.

## Ablauf der Schlacht
Am 10. August 1121 schlug Ilghazis Armee ihr Lager auf einer Ebene nahe dem Berg Didgori auf. König Dawit IV. hatte bereits vor dem Einmarsch Vorkehrungen getroffen und die Ländereien, welche in der seldschukischen Einfallsroute lagen, evakuiert. Er führte seine Armee von Mtskheta heran und teilte sie in zwei Teile, eine Hauptstreitmacht, die er selbst anführte und eine kleinere, welche von seinem ältesten Sohn und Thronerben, Prinz Dimitri, angeführt wurde. Während er mit seiner Armee die Seldschuken frontal angreifen sollte, besetzte Dimitri die Höhenzüge um dann dem Feind auf Signal in die Flanke zu fallen. König Dawit befahl außerdem die Rückzugsroute mit gefällten Baumstämmen zu blockieren um eine Flucht seiner Truppen zu verhindern und sie bis zum Tod kämpfen zu lassen.
Am Morgen des 12. August verließen auf Befehl des georgischen Königs 200 Kavalleristen das Heerlager um sich den Seldschuken zu ergeben. Als diese sich inmitten des feindlichen Lagers befanden, zogen sie ihre Schwerter und griffen an. Das dadurch hervorgerufene Chaos im seldschukischen Lager ausnutzend, ließ Dawit IV. mit der gesamten Armee angreifen. Bereits nach drei Stunden war die Schlacht geschlagen und die Reste der seldschukischen Armee befanden sich auf der Flucht.
Im darauffolgenden Jahr eroberte Dawit IV. Tiflis und machte es zu seiner Hauptstadt.